# Tomtor
Tomtor (Russisch: Томтор) is een dorp (selo) in de Russische deelrepubliek Jakoetië (Siberië).

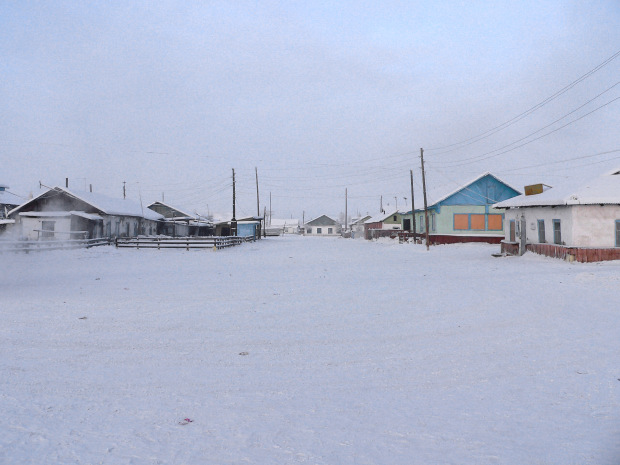
Tomtor in de winter

Het plaatsje is bekend door de lange strenge winters en de ligging aan de bottenweg. Het dorp is zo'n 570 km verwijderd van de mijnwerkersstad Oest-Nera.
In dit plaatsje zou de laagste temperatuur gemeten zijn van Rusland of zelfs van het Noordelijk halfrond, maar de stad Ojmjakon doet dezelfde bewering. Hier is de gemiddelde januaritemperatuur −50°C. Het meetstation 'Ojmjakon' bevindt zich echter niet bij Ojmjakon, maar bij het 30 kilometer zuidoostelijker gelegen Tomtor. 